# Peligrosamente Bellas
Peligrosamente Bellas es un programa de televisión producido por Disney y Telefé y transmitido por Telefe desde 2015 y en Disney Channel Latinoamérica desde 2018.
Las grabaciones de la primera temporada comenzaron en julio de 2014 y finalizaron en marzo de 2015. Esa misma temporada se empezó a emitir por Telefe desde el 23 de marzo de 2015 y finalizó el 6 de agosto de 2015 con 90 capítulos.
Las grabaciones de la segunda temporada comenzaron en diciembre de 2016 y finalizaron en junio de 2017. La segunda temporada titulada "Peligrosamente Bellas 2: Divinas y Fantásticas" comenzó a emitir desde el 3 de abril de 2017 finalizando en la primavera de ese año.
Disney Channel Latinoamérica decidió emitir la serie desde el verano de 2018 juntando las dos temporadas en una y la serie llamada como la segunda "Peligrosamente Bellas: Divinas y fantásticas" además Disney preparó la gira "Divinas y Fantásticas Tour" para el mes de julio de 2017, cuando finalicen las grabaciones de la segunda temporada.

## Música
La primera temporada está compuesta por canciones hechas por el programa sin disco. Entre ellas:
1. Peligrosamente Bellas
2. Como Soy
3. Lo Que Vivimos
4. Cuando Estamos Juntos
5. La Vida Es Mi Amor
6. Siento Frío
7. Mi Alma Brilla
8. Sentiré

La segunda temporada si tiene disco pero compuesto con 2 discos mezclados con canciones de las 2 temporadas. El disco es llamado "Peligrosamente Bellas: Divinas y Fantásticas"
CD 1
1. Peligrosamente Bellas
2. Al Mundo Voy
3. Juntos Por Fin
4. Como Soy
5. Por Ti
6. Unidos
7. Frío
8. Alma Gitana
9. Divinas y Fantásticas
10. 3
11. Nada Nos Detendrá
12. Porque A Mi
13. Yo Ganaré
14. Más Grande Que Yo
15. Vive La Vida

CD 2
1. Sin Ti
2. Lo Que Vivimos
3. Cuando Estamos Juntos
4. Llegaré
5. A o B
6. La Vida Es Mi Amor
7. Mi Alma Brilla
8. Sentiré
9. Vez
10. Quien Me Hará Feliz?
11. Amiga Linda
12. Suerte
13. Gracias Por Vivir

## Episodios
| Temporada | Capítulos | Primera Emisión     | Última Emisión      | DC Primera Emisión | DC Última Emisión |
| --------- | --------- | ------------------- | ------------------- | ------------------ | ----------------- |
| 1         | 90        | 23 de marzo de 2015 | 6 de agosto de 2015 | Febrero de 2018    | ——                |
| 2         | ——        | 3 de abril de 2017  | Septiembre de 2017  | Febrero de 2018    | ——                |

## Divinas y Fantásticas Tour 2017
Es la gira de la serie juvenil producida y dirigida por Disney. Se dio a conocer en diciembre de 2016 que el 14 de julio de 2017 comenzaría el tour por Argentina y luego por América Latina. El 2 de abril de 2017, salieron las entradas a la venta para Buenos Aires, Rosario, Santa Fe y Córdoba que se presentarán en julio-agosto y septiembre, luego habrá más lugares.
- Datos: Q30917399